# Ярослав Кульгавий
Ярослав Кульгавий  (чеськ. Jaroslav Kulhavý, 8 січня 1985) — чеський велогонщик, олімпієць.

## Виступи на Олімпіадах
| Олімпіада   | Дисципліна               | Місце  |
| ----------- | ------------------------ | ------ |
| Афіни 2004  | гірський велосипед, крос | участь |
| Пекін 2008  | гірський велосипед, крос | 18     |
| Лондон 2012 | гірський велосипед, крос | 1      |

## Зовнішні посилання
- Досьє на sport.references.com [Архівовано 14 листопада 2012 у Wayback Machine.]